# Сычёв, Александр Фёдорович
Алекса́ндр Фёдорович Сычёв (26 декабря 1946, Русский Уртем, Моркинский район, Марийская АССР, СССР — 15 ноября 1977, Йошкар-Ола, Марийская АССР, СССР) — русский советский поэт, переводчик, журналист, член Союза журналистов СССР с 1973 года. Первый среди русскоязычных поэтов Марий Эл лауреат премии Марийского комсомола имени Олыка Ипая (1976).

## Биография
Родился 26 декабря 1946 года в д. Русский Уртем ныне Моркинского района Марий Эл в крестьянской семье механизатора. Окончил начальную школу в родной деревне, затем — Горельскую семилетнюю школу, в 1964 году — Шиньшинскую среднюю школу родного района. В 1965—1967 годах работал заведующим отделом писем в Моркинской районной газете «Колхозная правда» Марийской АССР.
Затем он поступил в Марийский государственный педагогический институт имени Н. К. Крупской. Служил в рядах Советской армии. По возвращении в Йошкар-Олу работал сотрудником редакций республиканской газеты «Молодой коммунист» и журнала Марийского обкома КПСС «Политическая агитация».
Погиб 15 ноября 1977 года в Йошкар-Оле.

## Литературная деятельность
Литературным творчеством увлёкся ещё во время учёбы в Горельской семилетней школе Моркинского района. Посещал здесь школьный литературный кружок, вместе с другими писал стихи и рассказы, лучшие из которых помещались в рукописный журнал «Юный мастер слова» и печатались в районной газете «Коммунизм верч» («За коммунизм»).
В 1973 году стал членом Союза журналистов СССР. За период своей журналистской работы написал множество заметок, статей, портретных очерков, интервью, репортажей, фельетонов, литературных рецензий, обзоров поэтической почты и др.
В 1974 году в Марийском книжном издательстве вышел в свет первый сборник стихотворений «Ржаной горизонт». За эту поэтическую книгу в 1976 году ему, первому среди русскоязычных поэтов Марийской республики, была присуждена премия Марийского комсомола имени Олыка Ипая. Включённая в это издание поэма «Полевая почта № 82757» о погибших в годы Великой Отечественной войны героях-земляках также издана в 1973 году в литературно-художественном и общественно-политическом журнале «Волга».
Второй сборник стихотворений «Паруса тополей» со стихами о малой Родине, марийской деревне и её жителях, крестьянском труде вышел в свет в 1978 году, уже после смерти поэта.
Стихотворения А. Сычёва публиковались в альманахе «Поэзия» издательства ЦК ВЛКСМ «Молодая гвардия», альманахе «Дружба», журнале «Ончыко», газете «Марийская правда» и др. Также он переводил на русский язык стихотворения известного марийского поэта А. Букетова-Сайна. В свою очередь лучшие стихотворения поэта переведены на марийский и татарский языки.
Активно участвовал в литературно-общественной жизни страны. В 1967 году принимал участие в работе семинара молодых писателей автономных республик Поволжья в Казани, в 1976 году — семинара молодых литераторов Урала и Западной Сибири в Перми. В марте 1975 года был участником 6-го Всесоюзного совещания молодых писателей в Москве.

## Основные произведения
Далее представлены основные произведения А. Сычёва на русском языке и в переводе на марийский язык:

### На русском языке
- Разговор с ровесником: стихи // Откровение. — Йошкар-Ола: Марийское книжное издательство, 1970. — С. 62—66.
- Ржаной горизонт: стихи и поэма. — Йошкар-Ола: Марийское книжное издательство, 1974. — 96 с.
- Стихи // Поэзия: альманах. Вып. 12. — М., 1974. — С. 19—22.
- Мария: поэма // Дружба. — Йошкар-Ола: Марийское книжное издательство, 1976. — С. 68—74.
- Слово о сердцах; Сбудется вечное чудо…: стихи // Дружба. — Йошкар-Ола: Марийское книжное издательство, 1977. — С. 25—26.
- Паруса тополей: стихи, поэма. — Йошкар-Ола: Марийское книжное издательство, 1978. — 64 с.
- Стихи // Сотовый мёд. — Йошкар-Ола: Марийское книжное издательство, 2000. — С. 171—176.
- Я просыпаюсь очень рано…; На родине; В ночь полям осиянным…: стихи // Русское слово Марий Эл. — Йошкар-Ола: Марийское книжное издательство, 2004. — С. 236—237.

### В переводе на марийский язык
- Моркышто; Энсул ер; Поланвондо: почеламут-влак / пер. И. Лого, М. Казакова // Ончыко. — 1967. — № 1. — С. 65—66.
- Лирика тетрадь гыч: почеламут-влак / пер. А. Горинова // Ончыко. — 1976. — № 1. — С. 61.
- Почеламут-влак // Ончыко. — 1977. — № 1. — С. 82—84.

## Память
- Именем поэта названа улица в пгт. Морки Марий Эл[3][9][10].
- В 2016 году на малой Родине к 70-летию со дня рождения поэта в Моркинском районе Марий Эл прошёл литературный праздник[4].